# NGC 2566
NGC 2566 é uma galáxia espiral barrada (SBab) localizada na direcção da constelação de Puppis. Possui uma declinação de -25° 30' 02" e uma ascensão recta de 8 horas, 18 minutos e 45,5 segundos.
A galáxia NGC 2566 foi descoberta em 6 de Março de 1785 por William Herschel.